# NGC 4338
NGC 4338 (NGC 4310) je lećasta galaktika u zviježđu Djevici. Naknadno je utvrđeno da je NGC 4310 ista galaktika.

## Vanjske poveznice
- (eng.) SEDS: NGC 4338
- (eng.) Revidirani Novi opći katalog
- (eng.) Izvangalaktička baza podataka NASA-e i IPAC-a
- (eng.) Astronomska baza podataka SIMBAD
- (eng.) VizieR